# Harisen
El harisen (ハリセン significa "abanico grande" en japonés) es un abanico de papel gigante, que generalmente se hace de forma cerrada, se utiliza en espectáculos de comedia japonesa como una forma de comedia física.

## En la cultura popular

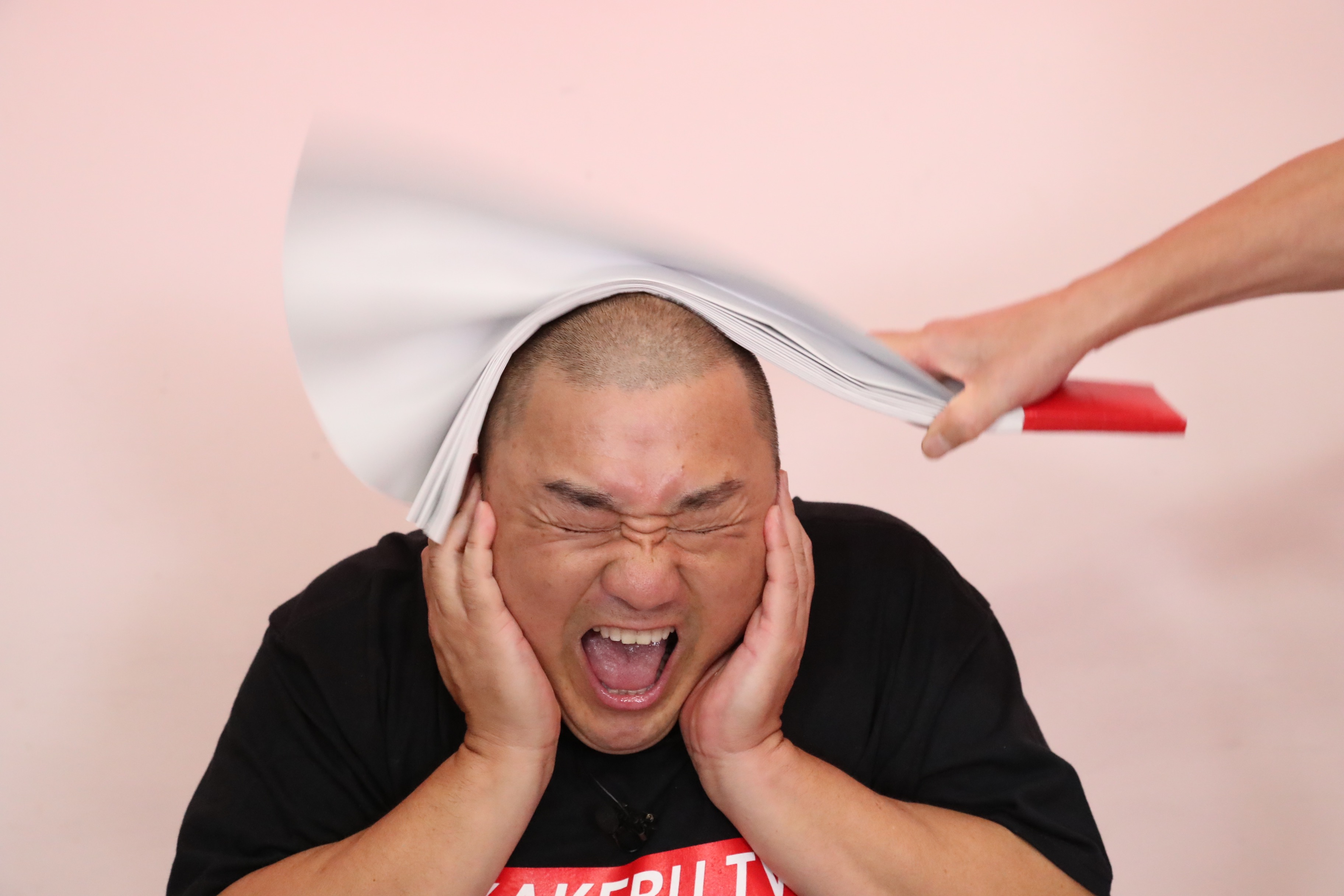
En la comedia japonesa es usual que el remate del chiste incluya golpear al individuo que juega el rol del "tonto" con un harisen.

- Una variante japonesa tradicional del juego jankenpón utiliza una olla o cuenco y un harisen como elementos necesarios; el ganador del Piedra-papel-tijera obtiene el derecho a golpear rápidamente al perdedor con el harisen, quien a su vez debe intentar ponerse el cuenco como casco antes de recibir el golpe.
- El psicópata Kazuo Kiriyama lleva un harisen en la película Battle Royale.
- En el juego de video Chaos Wars, el arma del carácter Shizuku de elección es un harisen que utiliza a menudo para golpear el personaje principal de manera cómico típico.　Su ataque especial se denomina Harisen Ranbu (張り扇乱舞) o "Harisen Dance".
- En el manga Negima!, carácter Asuna Kagurazaka ejerce un gigante harisen tamaño espada que más tarde se transforma en una espada de bordes solo enorme.
- El personaje Dr. Eto en la serie Nodame Cantabile se conoce por el apodo de "Harisen" porque él usa uno para castigar a sus estudiantes.
- En la serie de videojuegos Super Smash Bros, el harisen se utiliza como arma para golpear a los contrincantes.
- En el juego de vídeo Tekken 6, Asuka Kazama utiliza un harisen como su movimiento del elemento.
- En gran cantidad de series de manga y anime es común que en escenas humorísticas un personaje utilice el harisen para golpear a quien ha cometido algún ato descabellado o se ha comportado mal.